# فيديريكو ريكا
فيديريكو ريكا (1 ديسمبر 1994 في الأوروغواي - ) هو لاعب كرة قدم أوروغواني وإيطالي في مركز الدفاع. شارك مع
منتخب الأوروغواي تحت 23 سنة لكرة القدم. أما مع النوادي، فقد لعب مع نادي دانوبيو ونادي مالقا.

## مسيرته الكروية
لعب فيديريكو ريكا خلال مسيرته الاحترافية مع 3 أندية في ثمانية مواسم وسجل خلالها 11 هدفًا ضمن 154 مباراة. ولم يفز بأي موسم بالكأس وفاز في موسمين بالدوري.
خاض فيديريكو ريكا مسيرته مع نادي دانوبيو في موسم 2013–14 واستمر معه طيلة ثلاثة مواسم، مشاركًا في 66 مباراة سجل خلالها 3 أهداف. ثم انتقل إلى نادي مالقا في موسم 2015–16 ليلعب معه أربعة مواسم، حيث شارك في 80 مباراة سجل خلالها 6 أهداف. لينتقل بعدها إلى نادي كلوب بروج في موسم 2019–20 لمدة موسم واحد، مشاركًا في 8 مباريات سجل خلالها هدفين.

## وصلات خارجية
- فيديريكو ريكا على موقع الاتحاد الأوربي (الإنجليزية)
- فيديريكو ريكا على موقع قاعدة بيانات كرة القدم.إي يو (الإنجليزية)
- فيديريكو ريكا على موقع ناشيونال فوتبول تيمز (الإنجليزية)
- فيديريكو ريكا على موقع Soccerbase.com (لاعب) (الإنجليزية)
- فيديريكو ريكا على موقع Soccerway.com (الإنجليزية)
- فيديريكو ريكا على موقع AS.com (الإسبانية)